# Crime Does Not Pay (serie di film)
Crime Does Not Pay è una serie cinematografica prodotta dalla Metro Goldwyn Mayer dal 1935. Consisteva di 49 cortometraggi di genere poliziesco.
La serie si è conclusa nel 1947.
Alla serie si è ispirato il programma radiofonico omonimo.